# La Ligue des justiciers : Nouvelle Génération
La Ligue des justiciers : Nouvelle Génération (Young Justice) est une série télévisée d'animation américaine adaptée du comics Young Justice de DC Comics et diffusée depuis le 26 novembre 2010 sur Cartoon Network pour les deux premières saisons, sur le service DC Universe pour la troisième puis sur HBO Max à partir de la quatrième.
En France, la première saison de la série a été diffusée entre le 2 juin 2012 et le 19 juin 2012 sur France 4 et sur Cartoon Network et au Québec en septembre 2012 sur Télétoon. Elle est aujourd'hui rediffusée sur Toonami en France (qui diffuse en exclusivité les saisons 3 et 4) et La Trois en Belgique.

## Synopsis
Les coéquipiers des plus grands héros de la Ligue de justice d'Amérique décident de se regrouper et de former leur propre équipe : la nouvelle ligue des justiciers. Ensemble, ils exécutent les missions qui leur sont assignées par Batman, et en viennent à lutter contre un mystérieux regroupement de vilains : la Lumière…

## Fiche technique
- Producteurs : Greg Weisman, Brandon Vietti, David Wilcox et Sam Register
- Réalisateurs : Jay Oliva, Sam Liu, Christopher Berkeley, Michael Chang, Matt Youngberg, Victor Cook, Tim Divar, Lauren Montgomery, Doug Murphy, Mel Zwyer
- Scénaristes : Greg Weisman, Kevin Hopps, Andrew R. Robinson, Nicole Dubuc, Jon Weisman, Thomas Pugsley, Thomas Pugsley, Peter David
- Créateurs des personnages originaux : Joe Shuster, Jerry Siegel, Bob Kane
- Montages : Jhoanne Reyes
- Musique : Lolita Ritmanis, Kristopher Carter & Michael McCuistion

## Personnages
Les membres principaux sont :
- Superboy (VO : Nolan North - VF : Stéphane Fourreau) : Superboy est un clone de Superman créé par le laboratoire Cadmus. Artificiellement rendu adulte, son existence se résume en réalité à quelques semaines. Ses connaissances lui ont été implantées par des créatures télépathes, chargées de le contenir et de lui donner comme mission de tuer Superman. Son nom civil, Conner Kent, lui est proposé par Miss Martian (Conner étant le prénom préféré de cette dernière) et Martian Manhunter (Kent est le nom civil de Superman, mais fait initialement référence au défunt Kent Nelson, le Dr. Fate). On apprend au cours de la première saison qu'il est le second clone du héros (un premier ayant déjà été réalisé), et qu'il possède un ADN en partie humain, prélevé sur Lex Luthor. Cette particularité explique qu'il ne dispose pas de la totalité des pouvoirs de l'Homme d'Acier. Lex Luthor lui offrira par la suite des boucliers qui lui suppriment son ADN humain et lui débloquent les autres pouvoirs de Superman, c'est-à-dire le vol et la vision thermique. En couple avec Miss Martian dans la première saison, il la quitte dans la saison 2, ne supportant pas l'usage abusif qu'elle fait de ses pouvoirs télépathiques.
- Robin (VO : Jesse McCartney - VF : Donald Reignoux) : Dick Grayson, comme son mentor Batman, n'a aucun pouvoir mais dispose d'un arsenal de gadgets et d'un entrainement particulièrement poussé. Il souhaite à l'origine diriger l'équipe, mais admet rapidement qu'Aqualad est plus qualifié que lui pour ce rôle. Dans la saison 2, devenu Nightwing, il coordonne les missions de l'équipe tandis que Tim Drake est devenu le nouveau Robin.
- Aqualad (VO : Khary Payton - VF : Serge Faliu) : Kaldur'ahm vient d'Atlantis; il est le coéquipier du roi Orin, Aquaman. Il possède des pouvoirs d'hydrokinésie (il peut donc contrôler l'eau et l'utiliser pour créer des armes diverses). Dans la saison 2, il se révèle passé à l'ennemi, enragé par le fait qu'Aquaman lui ait caché la véritable identité de son père, Black Manta et la mort de Tula, la fille qu'il aimait. Il est toutefois révélé plus tard qu'il est en réalité en mission d'infiltration pour contrer la Lumière et son alliance avec les Reach. Dans la saison 3, il a rejoint la Ligue des Justiciers et est devenu le nouvel Aquaman.
- Kid Flash (VO : Jason Spisak - VF : Yoann Sover) : Wally West est le neveu et coéquipier de Flash, et a obtenu sa super-vitesse grâce à un kit du petit chimiste. Trublion de l'équipe, il essaie de séduire toutes les femmes qu'il rencontre, justicières incluses, et essaie de conserver un souvenir à l'issue de chaque mission. Il est le meilleur ami de Robin. Dans la saison 2, il n'endosse plus l'identité de Kid Flash et vit avec sa dernière conquête, Artemis. Dans le dernier épisode de la deuxième saison, il se sacrifie pour sauver la Terre.
- Artemis Crock (VO : Stephanie Lemelin - VF : Karine Foviau) : Artemis Crock est la dernière personne à rejoindre l'équipe et est présentée comme la nièce de Green Arrow et sa coéquipière. Mais en réalité, elle lutte pour cacher à l'équipe ses origines et l'identité réelle de ses parents, membres de la Ligue de l'Ombre de Ra's al Ghul. Dans la saison 2, bien qu'elle ait décidé de raccrocher son costume et de vivre avec Kid Flash, elle revient travailler avec l'équipe pour infiltrer le camp adverse sous le nom de Tigresse. Elle conserve ce nom de code après la mort de Wally.
- Miss Martian (VO : Danica McKellar - VF : Céline Melloul) : M'gann M'orzz est une martienne et la nièce de Martian Manhunter; elle est ainsi métamorphe, télépathe et télékinésiste. Elle rejoint l'équipe alors que les premiers membres ont déjà intégré leur quartier général. Au cours de la première saison, elle se révèle être une martienne blanche et avoir caché sa véritable apparence sous les traits d'une héroïne de série télévisée. Dans la saison 2, elle est séparée de Superboy après avoir essayé de modifier ses souvenirs : il lui reprochait en effet d'utiliser ses pouvoirs sans se limiter contre les criminels, allant jusqu'à les lobotomiser.

Cinq ans plus tard, l'équipe recrute plusieurs autres membres : Batgirl, Beast Boy, Blue Beetle, Bumblebee (en), Impulse, Lagoon Boy, Wonder Girl, Arsenal et Tim Drake.
- Version française
  - Société de doublage : Dubbing Brothers[1]
  - Direction artistique : Céline Krief (saisons 1 et 2) puis Virginie Ledieu[1] (saisons 3 et 4)
  - Adaptation : Yannick Ladroyes Del Rio

## Épisodes
La première saison de Young Justice constitue un seul et même arc narratif, développé sur les 26 épisodes : il présente la création de l'équipe de jeune justiciers, l'évolution de leurs rapports, entre eux et avec leurs aînés de la Ligue des Justiciers, ainsi que leur combat contre une menace de plus en plus concrète et dangereuse : la Lumière.
La saison 2, intitulée Young Justice: Invasion, prend place cinq ans après les évènements de la saison 1. Les rapports entre les membres de l'équipe ont évolué, et la constitution même du groupe a changé, certains membres prenant de nouvelles responsabilités (Robin, désormais Nightwing), d'autres ayant disparu (Aqualad, Kid Flash, Artemis), et d'autres encore étant nouvellement arrivés (Lagoon Boy, Beast Boy, Batgirl, Bumblebee, Blue Beetle, le troisième Robin, Wonder Girl et Impulse).
L'histoire continue néanmoins sur les bases des derniers épisodes de la saison 1 (pour quel plan Vandal Savage a-t-il utilisé les membres de la JLA ?) et introduit la menace d'extra-terrestres infiltrés sur Terre.
| Saison                 | Épisodes | Diffusion du premier épisode                           | Diffusion du dernier épisode                       |
| ---------------------- | -------- | ------------------------------------------------------ | -------------------------------------------------- |
| Saison 1 (2010 - 2012) | 26       | États-Unis : 26 novembre 2010 France : 2 juin 2012     | États-Unis : 21 avril 2012 France : 19 juin 2012   |
| Saison 2 (2012 - 2013) | 20       | États-Unis : 28 avril 2012 France : 1er septembre 2013 | États-Unis : 16 mars 2013 France : 13 octobre 2013 |
| Saison 3 (2019)        | 26       | États-Unis : 4 janvier 2019 France : 26 novembre 2020  | États-Unis : 27 août 2019 France : 9 février 2021  |
| Saison 4 (2021 - 2022) | 26       | États-Unis : 16 octobre 2021 France : 16 décembre 2021 | États-Unis : 9 juin 2022 France : 9 juin 2022      |

Le 8 novembre 2016, soit 3 ans après la saison 2, une saison 3 est annoncée. La saison 3 sortira finalement en décembre 2018 sur la plateforme de streaming DC appelée « DC Universe ».
Lors de la San Diego Comic-Con 2019, une saison 4 est annoncée qui est diffusée en France sur Toonami, dès le 16 décembre 2021.

## Produits dérivés

### Bandes dessinées
Une série de comics dérivés de la série est publiée chez DC Comics à partir de mars 2011. Écrite avec la participation de Greg Weisman et Kevin Hopps, principaux scénaristes de la série, elle raconte des histoires inédites mais généralement liées, de près ou de loin, aux évènements des épisodes.
À partir de son numéro 20, la série de bande-dessinée se déroulera après le hiatus qui sépare les saisons 1 et 2 de la série animée. Cette série est annulée par l'éditeur américain à compter de février 2013.
En septembre 2019, Urban Comics sort le premier volume de la série sous le titre La ligue des justiciers – Nouvelle génération.

### Jeux vidéo
Un jeu vidéo de type beat them all, intitulé Young Justice: Legacy, a été développé par le studio Little Orbit pour PC et consoles (Xbox 360, PlayStation 3).
Annoncé pour février 2013 aux États-Unis et pour le second trimestre 2013 en France, le jeu permettra de contrôler plusieurs personnages et racontera les évènements se déroulant entre les deux premières saisons de la série animée.